# 陀螺经纬仪

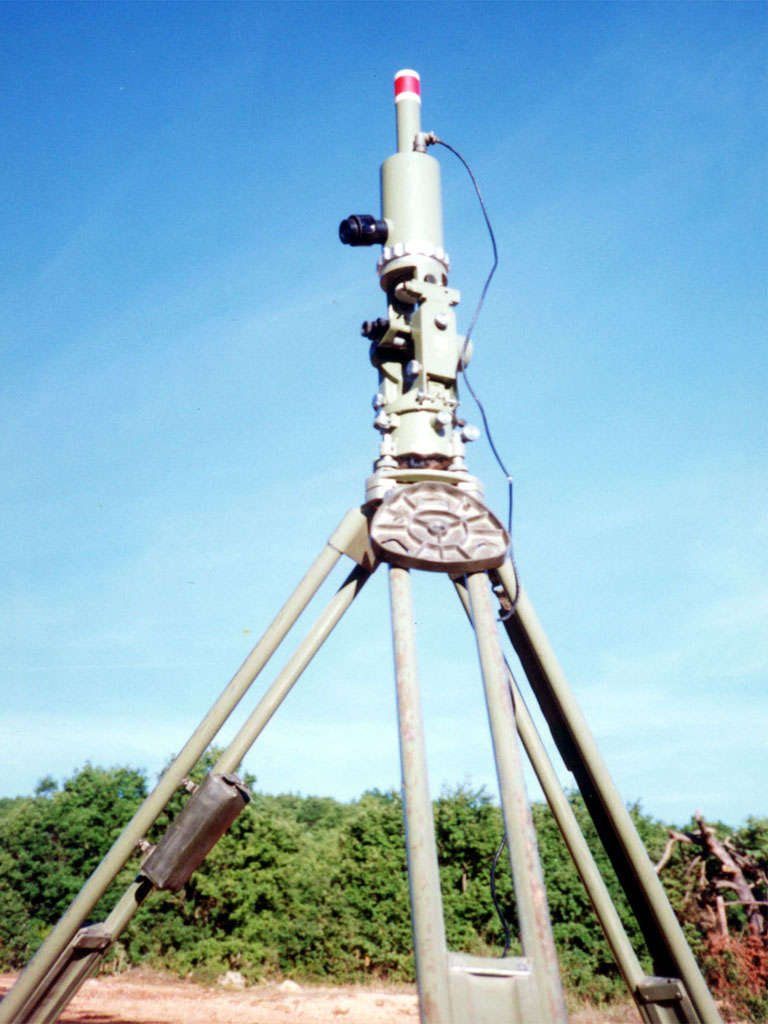
一台Wild GAK陀螺仪安放在一台Wild T-16经纬仪上

陀螺经纬仪一种带有陀螺装置，用来测定测线真北方位角的经纬仪，是矿山测量和隧道工程中主要的定向仪器。

## 历史
1852年，法国物理学家莱昂·傅科发现带有2个自由度的陀螺仪能够指向北方向。1921年，德国工程师马克·舒勒根据此原理发明了第一台测量用陀螺仪。1949年，陀螺经纬仪-当时被称为“子午线指示器”"-被克劳斯塔尔矿业学院首次在地下使用。之后，陀螺经纬仪增加了自准直望远镜。1960年，德国的Fennel Kassel公司生产了第一批KT1系列陀螺经纬仪。 之后Fennel Kassel与其他公司都制造除了能够安装在普通经纬仪上的陀螺装置。

## 原理
陀螺经纬仪是利用陀螺仪本身的物理特性及地球自转的影响，实现自动寻找真北方向。在南、北半球纬度不大于75°的范围内，一般不受时间和环境等条件限制，可以实现快速定向。